# هستک

اندامک‌های درون سلول جانوران: (۱) هستک (۲) هسته (۳) ریبوزوم (۴) وزیکول (۵) شبکه آندوپلاسمی خشن (۶) دستگاه گلژی (۷) اسکلت سلولی (سیتواسکلتون) (۸) شبکه آندوپلاسمی صاف (۹) میتوکندری (۱۰) واکوئل (۱۱) سیتوپلاسم (۱۲) لیزوزوم (۱۳) سانتریول

هستک مهمترین ساختار در هسته سلول‌های یوکاریوت و محل رونویسی آران‌ای ریبوزومی، پردازش قبل از ساخت آران‌ای و ساخت زیر واحد ریبوزوم است. هستک یک ساختار پویا است که در اواخر مرحله تلوفاز در اطراف خوشه‌های تکرارهای ژن‌های آران‌ای ریبوزومی شکل می‌گیرد، در طول مرحله اینترفاز به بقا ادامه می‌دهد و نهایتاً وقتی سلول وارد مرحله میتوز می‌شود فرو می‌پاشد. به دلیل تفاوت غلظت و تراکم مواد بین هستک و پلاسمای هسته‌ای که آن را احاطه می‌کند، هستک به راحتی در تصویر تفاضلی تداخل کنتراست (DIC)
(به انگلیسی :Differential interference contrast microscopy:) سلول‌ها قابل‌مشاهده است، چه سلول زنده باشد چه سلول نگهداری شده به روش تثبیت (بافت‌شناسی).

## انواع
| نوع هستک | ساختار                                                                            | عملکرد اصلی                                             | ویژگی‌های منحصر به فرد                                 |
| --- | --------------------------------------------------------------------------------- | ------------------------------------------------------- | ----------------------------------------------------- |
| هستک فیبریلار (FC/DFC) | • مرکز فیبریلار (FC) • بخش متراکم فیبریلار (DFC) • غنی از پروتئین‌های نوکلئوفوزمین | • پردازش rRNA • مونتاژ زیرواحدهای ریبوزومی              | • حاوی آنزیم RNA پلیمراز I • محل سنتز rRNA 45S        |
| هستک گرانولار (GC) | • ذرات گرانولار 15-20nm • حاوی پروتئین‌های ریبوزومی • rRNA بالغ                    | • مونتاژ نهایی ریبوزوم • کنترل کیفیت زیرواحدها          | • محل تجمع زیرواحدهای ریبوزومی 40S و 60S              |
| جسم کاجی شکل (PNC) | • ساختارهای 0.2-1.0 میکرومتر • غنی از پروتئین‌های PTB • RNA‌های هسته‌ای کوچک         | • پردازش mRNA • تنظیم splicing                          | • فقط در سلول‌های سرطانی و سریع تقسیم شونده دیده می‌شود |
| هستک‌های چندگانه | • 2-5 هستک مجزا • سازماندهی در کروموزوم‌های NOR • اندازه متغیر                     | • افزایش ظرفیت تولید ریبوزوم • پاسخ به نیازهای متابولیک | • معمول در سلول‌های ترشحی فعال و سلول‌های توموری        |
| اجسام کلامپ (CB) | • ساختارهای کروی 0.1-1.0μm • غنی از پروتئین‌های coilin • snRNPها                   | • مونتاژ کمپلکس‌های splicing • ذخیره عوامل پردازش RNA    | • مراکز سازمان‌دهی برای اجزای spliceosome              |
| ◄ منابع: - The Nucleolus. Springer. ۲۰۱۱. صص. ۳۲-۶۷. شابک ۹۷۸-۰-۳۸۷-۷۶۷۸۰-۴ مقدار \|شابک= را بررسی کنید: checksum (کمک). «Functional organization of the nucleolus». BioEssays. ۲۰۱۹. doi:10.1002/bies.201800251. - «نقش هستک در سرطان». دریافت‌شده در ۲۰۲۳-۱۱-۱۵. |                                                                                   |                                                         |                                                       |

## ساختمان داخلی
مثل همه ساختارهای درون‌هسته‌ای، هستک هم در اطرافش غشاء ندارد؛ اما غلظت منحصربه‌فرد و ساختمان قوی آن باعث می‌شود خالص‌سازی هستک نسبت به بسیاری از ساختارهای درون سلولی دیگر کار کم‌دردسرتری باشد؛ بنابراین می‌توان به وسیله سانتریفیوژ آن را جداسازی کرد. هستک‌های جدا شده از این روش از لحاظ اندازه و ریخت‌شناسی مشابه هستک‌های سلول‌های زنده هستند و حتی تا حدودی به فعالیت‌های رونویسی آران‌ای ریبوزومی هم ادامه می‌دهند.
ساختار درونی هستک هم به روش میکروسکوپ الکترونی روبشی(SEM) و هم به روش میکروسکوپ الکترونی عبوری(TEM) مطالعه شده‌است. ریخت‌شناسی نمایان شده از مشاهدات به روش TEM از برش‌های نازک از هستک، سه زیرمجموعه را در درون هستک مشخص کرده: مراکز رشته‌ای (FCها) توسط اجزای رشته‌ای متراکم (DFCها) احاطه شده‌اند، و این مجموعه‌های FC-DFC در یک جزء سوم -که حالت پودری و گرده مانند دارد- (GC) جا گرفته‌اند. آزمایش‌ها با استفاده از میکروسکوپ الکترونی ایمن (به انگلیسی: en:Immune electron microscopy) نشان می‌دهد که پروتئین‌های هستک هر یک در یکی یا دو تا از این زیرمجموعه‌ها جمع شده‌اند، و حاکی از آن هستند که هر کدام از زیرمجموعه‌ها ترکیب پروتئینی و کارکردهایی متمایز از دیگری دارند. داده‌های اخیر نشان می‌دهد که بعضی فاکتورها در هستک به مناطقی محدود شده‌اند که به‌طور دقیق با هیچ‌کدام از سه زیرمجموعه شناخته‌شده هستک قرین نیستند، و این حرف مطرح می‌شود که هستک مرکب از اجزایی بیش از این سه جزء است.

## کاربرد هستک
کارکرد اصلی هستک زیست‌زایی ریبوزوم و همچنین نقش آن در تولید پروتئین می‌باشد. در آن دی‌ان‌ای وجود دارد و به سرعت از روی آن آران‌ای ریبوزومی ساخته می‌شود. در آن موادی مانند دی‌ان‌ای و انواع آران‌ای فعالیت دارند و در ساخت پروتئین نقش ایفا می‌کنند؛ مثلاً آر ان آی حامل (جابه جایی) یکی از انواع آران‌ای است که آمینواسیدهای مورد نیاز برای ساخت پروتئین را به ریبوزوم می‌برد. آر ان آی پیک یا نامه رسان اطلاعات موجود در دی‌ان‌ای را برای پروتئین سازی رو نوشت می‌کند و به سمت ریبوزوم می‌برد و آران‌ای ریبوزومی در ساختار ریبوزوم نقش دارد و به عنوان کاتالیزور، باعث ایجاد پیوند پپتیدی بین آمینواسیدها می‌شود.
به تازگی یک پروتئوم از هستک گونهٔ رشادی گوش‌موشی یا Arabidopsis thaliana شناسایی شده‌است.
یک اکتشاف تکان دهنده که از این مطالعات پروتئومی به دست آمده، این است که تا سقف ۳۰٪ از پروئین‌های هستک توسط ژن‌هایی که از قبل مشخصه‌دار نشده بوده‌اند کدگذاری شده‌اند. و بنابراین این مسئله مطرح می‌شود که علی‌رغم تحقیقات گسترده‌ای که طی بیش از دو قرن اخیر روی هستک انجام شده، هنوز چیزهای زیادی دربارهٔ ساختارو عملکرد آن کشف نشده باقی مانده‌است. اخیراً با در دسترس قرار گرفتن بیشتر پایگاه داده‌های پروتئین‌های گیاهی و انسانی، مطالعات بیوانفورماتیک آغاز به یافتن حقایق جدیدی در رابطه با موتیفهای پرتکرار یافته شده در پروتئین‌های هستک و دگرگونی‌های این اندامک هسته کرده‌است.
بررسی این پروتئوم نگاهی گذرا از پیچیدگی کارکردهای هستک به دست می‌دهد. با توجه به دخالت داشتن پروتئین‌های متعدد (بیش از یک سوم از پروتئین‌های پروتئوم) در مراحل مختلف رونویسی، پردازش و تغییر آران‌ای ریبوزومی، و همین‌طور حضور این پروتئین‌ها در میان پروتئین‌های زیرواحد ریبوزوم، نقش کلیدی هستک در تولید این زیرواحد اثبات می‌شود. با این حال، پروتئین‌های زیادی هم هستند که رابطه واضحی با این فرایندهای متداول هستکی ندارند؛ مثلاً تعداد زیادی پروتئین‌های مربوط به تنظیم چرخه سلول (۳/۵ درصد پروتئین‌های پروتئوم)، بازسازی دی‌ان‌ای (حدود ۱ درصد)، پردازش‌های پیش از تولید آران‌ای حامل (حدود ۵ درصد)، در هستک‌های جداسازی شده مشاهده شده‌اند. این مشاهده با این ایده که هستک نقش‌هایی مضاف بر تولید زیرواحدهای ریبوزومی دارد سازگار است. نمونه‌های جدیدتر از فعالیت‌های سلولی منسوب به هستک شامل این موارد می‌شوند: ویرایش آران‌ای، ترمیم آسیب‌های دی‌ان‌ای، متابولیسم تلومر، پردازش آران‌ای حامل (آران‌ای ای که در تبدیل آران‌ای پیام‌رسان به پروتئین نقش دارد)، و تنظیم پایداری پروتئین.
به رغم پیشرفت‌های چشمگیر در سال‌های اخیر، سوال‌های مهم بسیاری دربارهٔ هستک بدون پاسخ مانده‌است. به عنوان نمونه هنوز معلوم نیست چه اجزایی منشأ یک‌پارچگی ساختاری هستک اند. به جز این، نمی‌دانیم چگونه شکل‌گیری و فروپاشی هستک در هنگام میتوز تنظیم می‌شود؛ و دامنه کامل پروسه‌های زیستی که درون هستک یا با دخالت آن اجرا می‌شوند هم روشن نیست. با اینکه نزدیک است که به یک توصیف دقیق از محتوای پروتئینی هستک برسیم، اما هنوز دربارهٔ کارکردهای این پروتئین‌ها و طیف توالی‌های دی‌ان‌ای و آران‌ای که با هستک مرتبط‌اند اطلاعات کمی داریم، بنابراین محتمل است که هستک منبع اکتشافات باقی بماند و در آینده نزدیک شگفتی‌های بیشتری از آن دیده شود.